# كلية فاسار
كلية فاسار (بالإنجليزية: Vassar College)‏ هي جامعة خاصة، تأسست في 1860، في الولايات المتحدة، وهي عضوة في Digital Library Federation ‏، وCenter for Research Libraries ‏.

## معرض صور

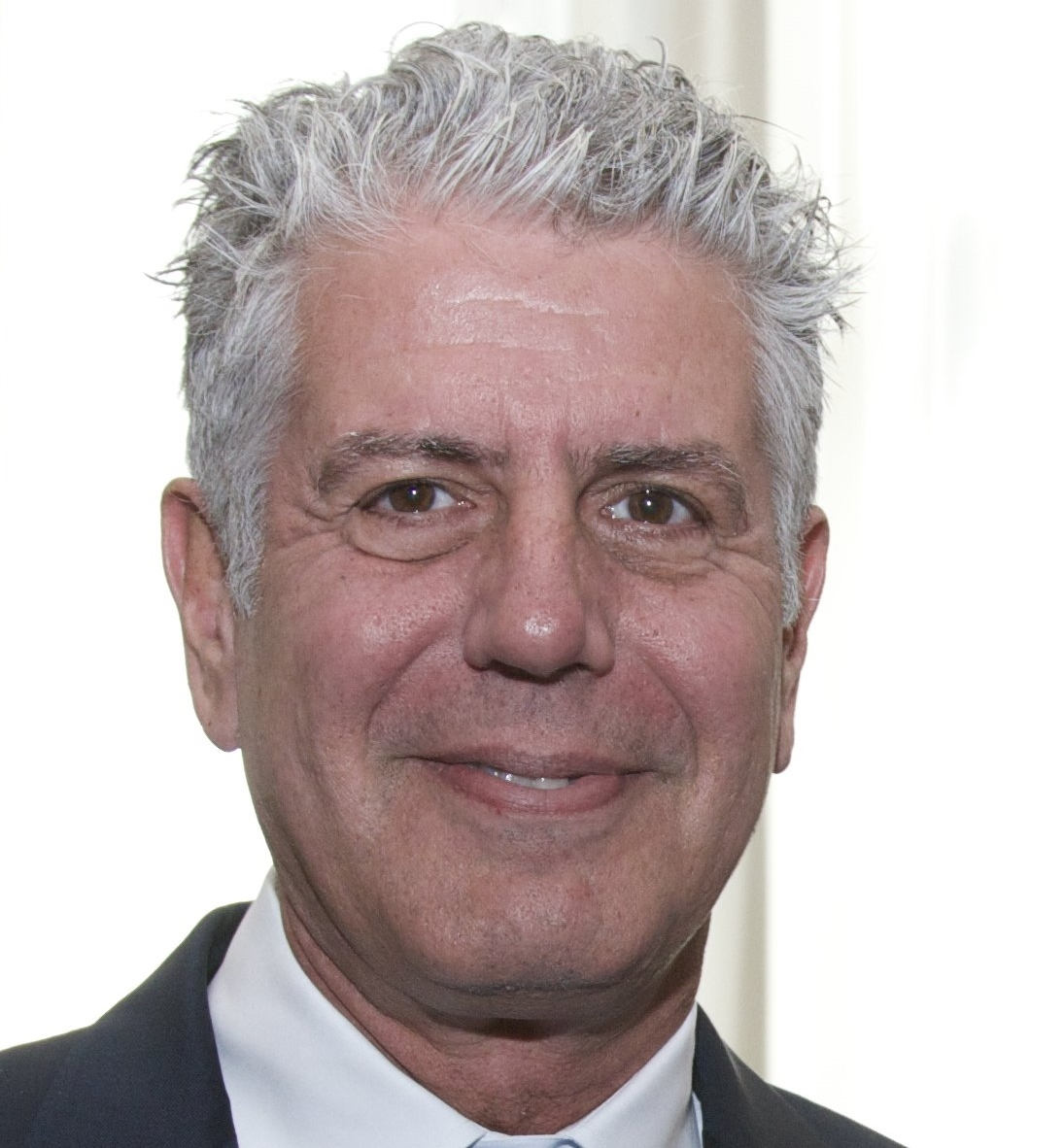
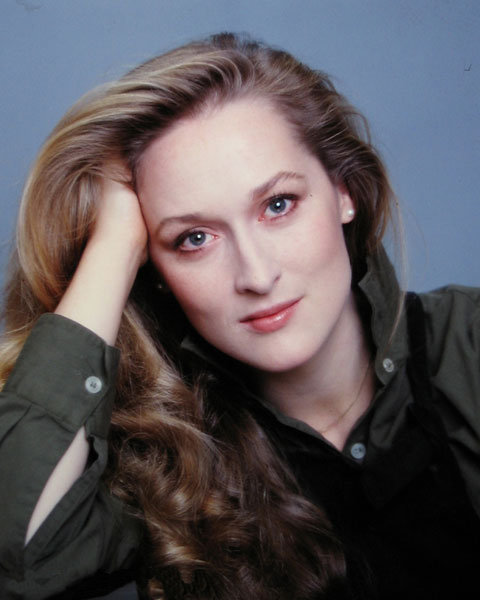
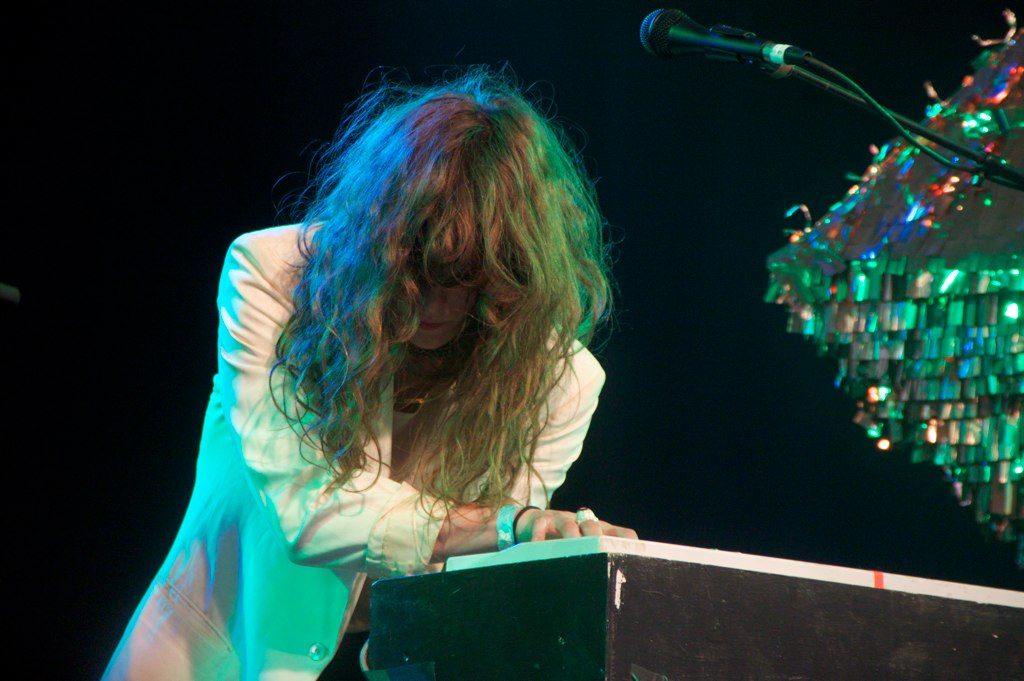
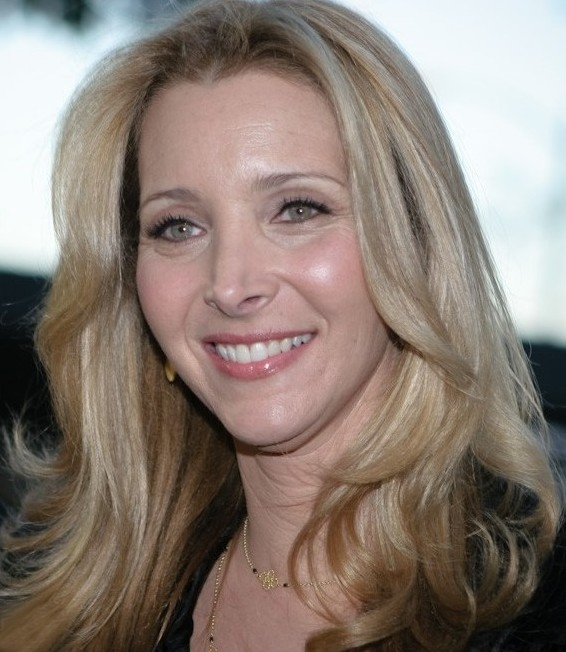
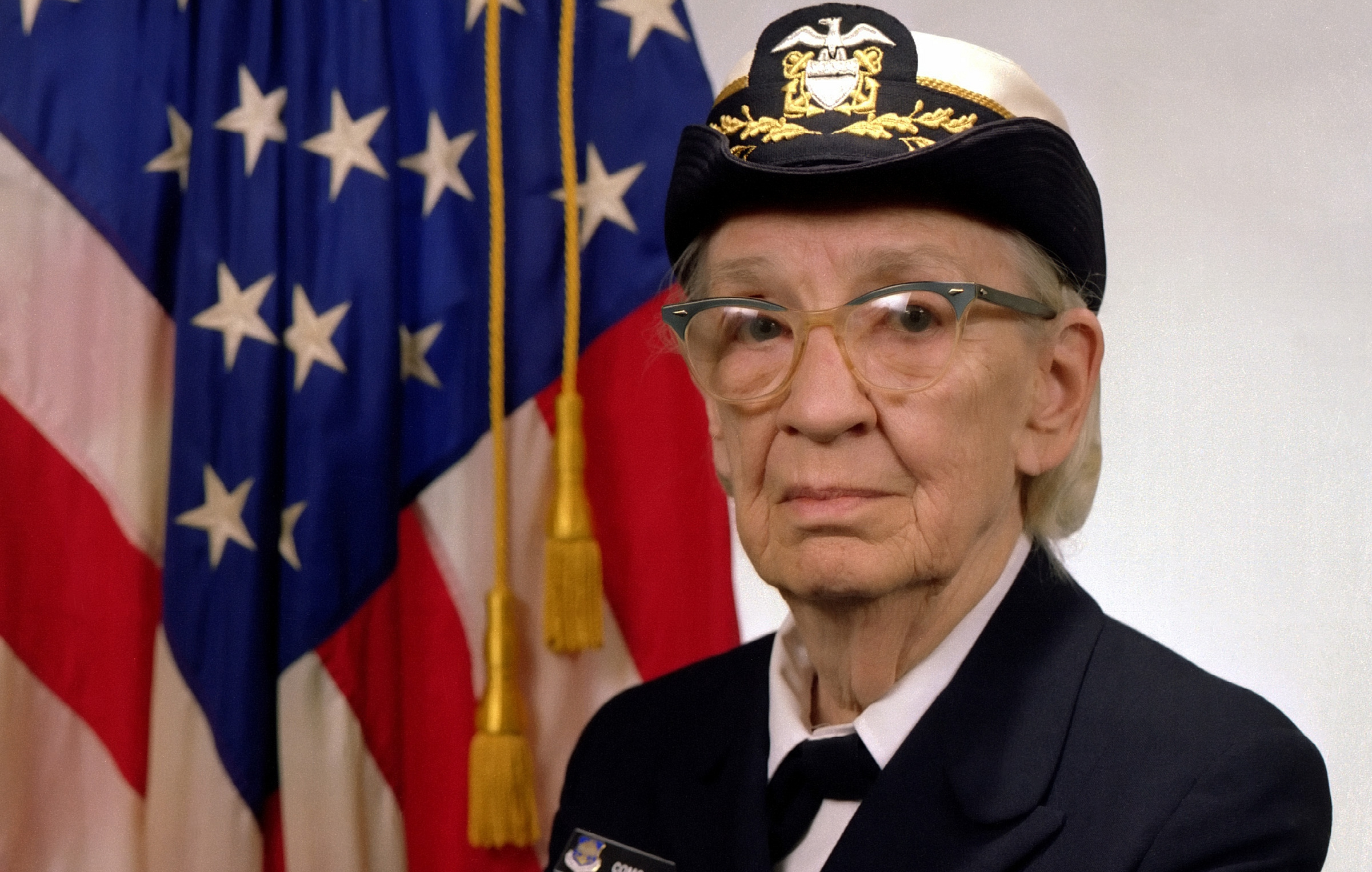